# Puffinus gavia
Puffinus gavia е вид птица от семейство Procellariidae.

## Разпространение
Видът е разпространен в Австралия и Нова Зеландия.